# Glandulodimorphina
Glandulodimorphina es un género de foraminífero bentónico considerado un sinónimo posterior de Dimorphina de la subfamilia Lenticulininae, de la familia Vaginulinidae, de la superfamilia Nodosarioidea, del suborden Lagenina y del orden Lagenida. Su especie tipo era Dimorphina tuberosa. Su rango cronoestratigráfico abarca desde el Mioceno hasta la Actualidad.

## Clasificación
Glandulodimorphina incluye a la siguiente especie:
- Glandulodimorphina tuberosa